# Nikolaj Vladimírovič Stankevič
Nikolaj Vladimírovič Stankevič (rusky Никола́й Влади́мирович Станке́вич, 27. záříjul./ 9. října 1813greg., Ostrogožsk, Ruské impérium – 25. červnajul./ 7. července 1840greg., Novi Ligure, Sardinské království) byl ruský spisovatel, básník, publicista a myslitel.

## Životopis
Nikolaj Stankevič byl syn bohatého statkáře z Voroněžské gubernie. Studoval na Moskovské univerzitě v letech 1831–1834. Kdy Stankevič nastoupil jako student na Moskovskou univerzitu, vytvořil svůj proslulý spolek, s nimž je spojen vznik západnictví. Členem tohoto spolku byl Michail Alexandrovič Bakunin, jehož sestra Ljubov se zasnoubila se Stankevičem, ale zemřela roku 1838 před Stankevičem. Literárně projevit se Stankevič v podstatě nestihl. Některá svědectví o jeho filozofických náhledech je možné si přečíst v jeho korespondenci a ve vzpomínkách současníků. Zemřel na tuberkulózu ve věku 27 let.